# Los Pikadientes de Caborca
Los Pikadientes de Caborca est un groupe mexicain, originaire de Caborca, dans l'État de Sonora. Leur premier single, La Cumbia del Río, se classe au Billboard Hot Latin Tracks en 2008.

## Histoire
Los Pikadientes de Caborca font d'abord sensation sur YouTube, de nombreux utilisateurs postant des vidéos virales d'eux-mêmes en train de danser sur le tube. Sony BMG signe le groupe en 2008, et publie leur album studio, Vámonos Pa'l Río, qui se classe 52e au Billboard 200. Le groupe est nommé aux Grammy Awards 2009 pour le meilleur album régional mexicain, et fait ses débuts sur scène devant 200 000 spectateurs au Whittier Narrows Park.
Francisco González remporte le prix du compositeur de l'année décerné par Monitor Latino en 2014. Il est également nommé aux Billboard Awards, aux Lo Nuestro Awards et aux Grammys. González continue d'écrire des chansons pour d'autres artistes. En 2019, il reforme le groupe, et en 2020, il participe à la Fashion Week de New York, et fait ses débuts sur le podium avec le créateur d'Alonso Máximo. Le groupe termine l'enregistrement de son prochain album prévu pour fin mai 2020.
Francisco González est le chanteur principal du groupe, Sonoran, musicien red-bone, compositeur et fondateur de Los Pikadientes. Il compose des chansons pour des groupes tels que Calibre 50, Banda Los Recoditos, La #1 Banda Jerez De Marcos Flores, Julion Alvarez, Saul El Jaguar, Chuy Lizarraga, et La Original Banda Limón. 

## Discographie

### Albums studio
- 2008 : Vámonos Pa'l Río
- 2009 : La Tenía Más Grande
- 2010 : Mas Desmadrosos Que Nunca

### Singles
- 2008 : La Cumbia del Río

## Distinctions
- 2009 : 51e édition des Grammy Awards : Meilleur album régional mexicain (nommé)
- 2009 : Premios Lo Nuestro : meilleure artiste ou groupe révélation (nommé)[3]